# Paul Scherner
Paul Scherner  ist ein ehemaliger deutscher Radsportler.

## Sportliche Laufbahn
Scherner, der vor dem Zweiten Weltkrieg als Berufsfahrer aktiv war, wurde 1949 Sieger bei der Ostzonen-Meisterschaft (die den DDR-Meisterschaften voraus ging) in der Mannschaftsverfolgung mit der Vierermannschaft der BSG KWU Erfurt. Bei dieser Meisterschaft gewann er mit seinem Vereinskameraden Horst Heinemann auch den Titel im Zweier-Mannschaftsfahren sowie das Punktefahren.
Er siegte auch bei der Ostzonen-Meisterschaft 1949 im Mannschaftszeitfahren auf der Straße mit der KWU Erfurt. 1949 gewann er mit dem Rennen Rund um die Hainleite eines der traditionsreichsten deutschen Radrennen vor Horst Gaede und Bernhard Trefflich. Ab 1950 bestritt er auch Steherrennen. Er gehörte am 5. August 1951 zum Starterfeld des Steherpreises von Halle, der zur Eröffnung der „Albert-Richter-Kampfbahn“ in Halle an der Saale ausgetragen wurde. Scherner gewann das Rennen, das aus zwei Läufen bestand, hinter Emil Kirmse, der als Schrittmacher fungierte.
Scherner startete bei der DDR-Rundfahrt 1950 und beendete die Tour als 14. der Gesamtwertung. Er beendete 1952 seine Laufbahn.